# Yūta Narisawa
Yūta Narisawa (jap. 成澤 優太 Narisawa Yūta; * 14. April 1987 in Kushiro, Hokkaidō) ist ein japanischer Eishockeytorwart, der seit 2010 bei den Ōji Eagles, die sich seit 2022 Red Eagles Hokkaidō nennen, in der Asia League Ice Hockey unter Vertrag steht.

## Karriere
Yūta Narisawa begann seine Karriere bei der Mannschaft der Tokyo University, an der er damals studierte. 2010 wechselte er zu den Ōji Eagles in die Asia League Ice Hockey. Mit dem Team aus Tomakomai konnte er 2012 diese asiatische Profiliga gewinnen.

### International
Im Juniorenbereich nahm Narisawa für Japan an der U20-Weltmeisterschaft 2007 in der Division II teil. Mit der japanischen Studentenauswahl nahm er zudem an der Winter-Universiade 2011 in Erzurum teil.
Für die japanische Herren-Auswahl wurde Narisawa erstmals anlässlich der Weltmeisterschaft 2012 in der Division I nominiert und erreichte bei seinen drei Einsätzen gleich die drittbeste Fangquote des Turniers hinter dem Slowenen Robert Kristan und seinem Landsmann Masahito Haruna. Auch 2014, 2018, 2022, als er die drittbeste Fangquote nach dem Ukrainer Dmytro Kubrytskyj und dem Polen John Murray erreichte, 2023, als er mit der besten Fangquote und dem geringsten Gegentorschnitt auch zum besten Torhüter des Turniers gewählt wurde, und 2024, als er zum besten Spieler seiner Mannschaft gewählt wurde, spielte er für sein Heimatland in der Division I. Zudem gehörte er bei der Qualifikation für die Olympischen Winterspiele in Sotschi 2014 zum japanischen Kader, wurde beim Turnier in Nikkō im November 2012 aber ebenso nicht eingesetzt, wie bei der Qualifikation für die Olympischen Winterspiele in Pyeongchang 2018, als er in der zweiten Qualifikationsrunde im lettischen Riga zum japanischen Kader gehörte. Bei den Qualifikationsturnieren für die Olympischen Winterspiele in Peking 2022 und in Mailand 2026 stand er dann auch tatsächlich im japanischen Kasten.

## Erfolge und Auszeichnungen
- 2012 Gewinn der Asia League Ice Hockey mit den Ōji Eagles
- 2023 Aufstieg in die Division I, Gruppe A, bei der Weltmeisterschaft der Division I, Gruppe B
- 2023 Bester Torwart, beste Fangquote und geringster Gegentorschnitt bei der Weltmeisterschaft der Division I, Gruppe B